# Pippa
Pippa is een Belgische filmkomedie uit 2016, geschreven en geregisseerd door Marc Punt.

## Verhaal
Pippa en Glenn zijn vijf jaar gehuwd en beslissen te scheiden. Ze raken het echter niet eens over de verdeling van hun eigendommen. Ze besluiten daarom wel samen in hun huis te blijven en proberen elkaar buiten te pesten. Wanneer vrienden en familie zich ook met de zaken beginnen te bemoeien loopt het steeds verder uit de hand.

## Rolverdeling
| Acteur               | Personage            |
| -------------------- | -------------------- |
| Nathalie Meskens     | Pippa Rombouts       |
| Tom Van Dyck         | Glenn Crombez        |
| Ella Leyers          | Louba Lannoo         |
| Sven De Ridder       | Leon Lannoo          |
| Manou Kersting       | Leo                  |
| Wim Opbrouck         | Mr. Corneel Corbeels |
| Damiaan De Schrijver | Mr. Jean-Luc Devits  |
| Viviane De Muynck    | Lisette Crombez      |
| Ivo Pauwels          | Louis Crombez        |
| Frank Aendenboom     | Jean Rombouts        |
| Peter Van den Begin  | Danny                |
| Mark Stroobants      | Dimitri              |
| Bart De Pauw         | Olivier Dumoulin     |
| Daphne Wellens       | Sabine               |
| Anke Helsen          | Mia                  |
| Brik Van Dijck       | Frank Slaets         |
| Vicky Florus         | Mevr. Broeckx        |
| Chiel van Berkel     | Nico Geuzebroek      |
| Daniëlla Somers      | Scheidsrechter       |
| Luc Verhoeven        | Man in restaurant    |

## Productie
De filmopnamen gingen van start einde mei 2016.